# Vicente Alda y Sancho
Vicente Alda y Sancho (Calmarza, 23 de marzo de 1839 - Zaragoza, 16 de febrero de 1901) fue un arzobispo de Zaragoza (España).
Era doctor en Sagrada Teología y licenciado en derecho canónico; fue profesor y rector del seminario de Tarazona; chantre y obispo auxiliar de Zaragoza (1886), pasando a regir la diócesis de Huesca (1886), hasta que fue elevado a la silla metropolitana de Zaragoza (1889). Fundó varias instituciones de enseñanza y de beneficencia. Fue agraciado con la gran cruz de Isabel la Católica y senador por su archidiócesis en varias legislaturas.
Por encargo de los prelados que concurrieron al IV Congreso Católico español, publicó el Catecismo católico sobre la llamada cuestión social.
| Predecesor: Honorio María de Onaindía y López      | Obispo de Huesca 1888 - 1895      | Sucesor: Mariano Supervía y Lostalé       |
| Predecesor: Francisco de Paula Benavides Navarrete | Arzobispo de Zaragoza 1895 - 1901 | Sucesor: Antonio María Cascajares y Azara |